# 1970年代新臺幣一元硬幣短缺事件
1972年到1974年間，臺灣地區因逢鎳價上漲、第一次石油危機，造成壹圓鎳幣遭大量銷燬改作金屬製品而流量短缺，時稱「一元硬幣短缺」。中華民國政府以鼓勵繳存、發行紙鈔與代幣、修改法律、大量鑄造作因應。

## 歷史

### 起因
1961年9月15日發行的壹圓新台幣硬幣設計重6公克、直徑25公厘。該幣相較於當時各國流通的面值小額的硬幣，重量較重、體積較大，成本容易超過面值。當時新臺種壹圓硬幣有1.08克的鎳金屬。發行之前，《聯合報》社論就以貨幣學教科書為說明，不贊同此種版型。
1972年9月4日，加拿大鎳塊繼1970年鎳塊每磅提高5美分後，每磅再提高20美分，成每磅1.53美元。同月，因鎳價在國際市場攀升15％左右，日本煉鎳業界決定21日起每噸提高15萬日圓。因不銹鋼需要的恢復，加上燒鹼電解工廠、汽車廢氣限制帶來的新需求，自由世界鎳需求在1973年已達52萬噸，較1972年成長9.5%。
1970年代初，臺灣出口的首飾加工業為降低鎳價成本，便在純銀加入比例10到5％的壹圓鎳幣，以鑄造14K白金首飾。據商人陳敏雄供稱，臺灣的首飾加工業每月銷毀30萬枚壹圓鎳幣以上。地下工廠每次可熔毀數萬至數十萬枚壹圓鎳幣，以製作鎳條。也有犯罪集團將壹圓鎳幣熔毀以偽造外國古錢幣，交由藝品店轉售給觀光客圖利。何凡推測每月被毀的壹圓鎳幣應不只30萬枚。

### 短缺
自新台幣發行來，臺灣地區首次發生硬幣短缺是1967年的五角銅幣，再來是1973年的壹圓鎳幣。中華民國中央銀行原估計壹圓鎳幣在1973年春季時應有5億2千萬枚，平均每人可分40枚，但從1972年下半年起就開始出現短缺。1973年4月初，媒體便以「硬幣荒」形容短缺。旅客因缺少壹圓搭車，民營公車便准許用郵票代替。彰化縣發生有少女在半夜為替母親急病求醫，卻在公用電話亭叫車苦無硬幣撥號的事件。攤商則會自製飲食券給客人代替零錢。
張茲闓分析公用電話、自動販賣機增加、兒童存零錢到撲滿，也造成壹圓鎳幣供應吃緊。中央銀行總裁俞國華原認為壹圓鎳幣熔化以後極不易提煉，不會有人鎔鑄，主張出現短缺是民眾心理問題。民間又盛傳1971年鑄造的壹圓鎳幣含有貴金屬，因此窖藏。像是淡水鎮一名老人就囤積2萬5千多枚壹圓硬幣。輿論還出現硬幣短缺是日本人特意收購的陰謀論。直到7月19日，調查局才查獲，原來臺灣的金屬商人會以100元收購90枚壹圓鎳幣，以熔化提煉鎳金屬。

### 措施

#### 鼓勵繳存
1973年3月30日，中央銀行表示希望國民把儲藏的壹圓鎳幣拿出兌換使用。4月1日，台灣銀行與郵政儲金匯業局合辦的「鼓勵兒童繳存一元硬幣贈獎辦法」正式公布。該辦法為學童於4月4日到18日兩周期內，以100枚壹圓硬幣繳存學校郵儲單位便可獲贈運券1張，頭獎獨得大同公司20吋彩色電視機乙架，二獎2名各得英式26吋腳踏車乙輛、三獎3名各得大同牌小型電晶體電唱收音機乙台、四獎4名各得桌上小型鋼琴乙架、五獎5名各得大同電扇乙架，其餘為紀念獎3000個。
首日實施4月4日當天，台北郵局只收到2千2百多枚壹圓硬幣。4月9日，累積到4千6百多枚。為鼓勵繳存，台灣銀行經與儲蓄推行委員會、郵匯局等單位決定將幸運券發行至4月30日、開獎日期延至5月12日。到活動結束時，估計收回1百萬枚，均經台銀總分行及透過各地郵局重予發出以供市面流通。

#### 重用紙鈔
1973年4月6日，中央銀行重發已停止12年的壹圓紙鈔。台灣銀行營業處設置兌換每人限換100張壹圓鈔票的專門窗口，人數大排長龍。6月1日，發行新版壹圓紙鈔。中央銀行估算只要壹圓紙幣在市面超過達2億張，壹圓鎳幣即有回籠現象，但非如此。新版壹圓紙鈔使用平凸版機印製、美國鈔紙及歐洲油墨，正面墨色較原發行之舊版為淺。該版壹圓紙幣紙質較差，破壞率極高，不受人民所愛用，於是1975年初不再發行。

#### 發行代幣
原先有建議以郵票代替零錢，但中央銀行堅決反對，因為銀行無法控制發行量，郵票也經不起輾轉流通。
1973年8月3日，交通部電信總局局長方賢齊在行政院新聞局記者會中宣佈，為因應壹圓鎳幣缺乏，電信局將發行公用電話專用代幣。該年11月1日先發行4千萬枚。台北市的公車公司也與中央造幣廠會商以發行冷氣公車代幣，但被拒絕。

#### 修法懲戒
原先的《妨害國幣懲治條例》第二條規定「意圖營利，銷燬銀幣或新舊各種輔幣者，處一年以上七年以下有期徒刑，得併科幣額或價額三倍以下罰金」。因輔幣是指壹角或貳角的幣，若銷燬作為本位幣的壹圓就不包含在內。1973年8月24日，立法院通過《妨害國幣懲治條例》修正案，規定國幣是「由中央政府或其授權機構所發行之紙幣或硬幣」，將「輔幣」字眼修改為「硬幣」，以包含壹圓以上。
10月19日，台北地方法院宣判銷燬壹圓鎳幣的商人林依妹執行有期徒刑4年。

#### 委外代製
1973年3月22日，臺灣省主席謝東閔宣布，中央銀行已決定6月前，大量供應壹圓鎳幣。中央銀行將每月發行9百萬枚的額度提高到1千2百萬枚，但因造幣廠受到廠房限制，不能增加鑄造設備作趕工。央行先向韓國代製2億枚壹圓鎳幣、再向韓國代製3億枚壹圓鎳幣、美國代製3億枚壹圓鎳幣。
發生第一次石油危機後，1974年1月4日，鎳價每磅漲至1.62美元，6月28日到1.85美元，12月20日到2.01美元。原先壹圓新鎳幣鑄造價在1973年約0.693元，不到1年即因原料上漲而漲至1.1元。1974年7月26日，中央銀行總裁俞國華表示，壹圓鎳幣金屬成本及加工費用合計已超出面值，將予改鑄。

### 結束
國際市場鎳價直到美國與菲律賓的鎳礦加入生產，1975年初才迅速趨軟。該年，臺灣的壹圓鎳幣已達8億3千1百多萬枚，硬幣荒已緩和。至1977年，全球鎳礦生產毛額已超過消費量達13萬公噸，其後數年鎳價持續跌落。之後，中央銀行在1981年12月8日改發行材質為鋁青銅的壹圓硬幣，鎳僅含0.23克。
舊版的壹圓鎳幣在臺灣鈔幣市場上，多因發行量大行情仍和原幣值相差不大。珍品則是1973年由韓國代製的壹圓鎳幣試鑄幣，幣面「圓」字下方有代表試鑄的「C」。